# Neuhofen an der Ybbs
Neuhofen an der Ybbs ist eine Marktgemeinde mit 3069 Einwohnern (Stand 1. Jänner 2024) im Bezirk Amstetten in Niederösterreich, etwa zehn Kilometer südlich von Amstetten.

## Geografie
Neuhofen an der Ybbs liegt im Mostviertel im Hügelland des Alpenvorlandes, nördlich des Hochkogels, direkt am Fuß des Kornbergs. Interessanterweise liegt es trotz seines Namensbestandteils nicht direkt an der Ybbs. 20,02 % der Gemeindefläche sind bewaldet.

### Gemeindegliederung
Das Gemeindegebiet umfasst folgende sieben Ortschaften (in Klammern Einwohnerzahl Stand 1. Jänner 2024):
- Amesleiten (412) samt Dorf, Elzbach, Haagberg, Schlosssiedlung, Stopfenau und Wurmlehen
- Kornberg (305) samt Fachwinkl, Forsthub, Grub, Hörtling, Pöttenberg, Ungförten und Wies
- Neuhofen an der Ybbs (1179) samt  Niederneuhofen und Schlickenreith
- Perbersdorf (414) samt Obertal, Trautmannsberg und Untertal
- Scherbling (261) samt Frieberstetten, Hörlesberg, Pfosendorf, Reichersdorf, Ried und Sonnhub
- Schindau (343) samt Abschleifing, Dippersdorf, Gaisstechen, Haidenlachmühle, Hub, Kothmühle, Kreiling, Lixing, Oberhömbach, Rampersdorf und Unterhömbach
- Toberstetten (155) Brandstetten und Hiesbach

Die Gemeinde besteht aus den Katastralgemeinden Amesleithen, Kornberg, Neuhofen an der Ybbs, Perbersdorf, Scherbling, Schindau und Toberstetten.

### Nachbargemeinden
Nachbargemeinden sind: im Norden Winklarn, östlich und westlich davon Amstetten, das Winklarn einschließt, und weiter im Uhrzeigersinn Euratsfeld, Randegg, Waidhofen an der Ybbs und Allhartsberg.
| Amstetten                             | Winklarn                                    | Amstetten               |
| Allhartsberg                          | Kompassrose, die auf Nachbargemeinden zeigt | Euratsfeld              |
| Waidhofen an der Ybbs (Statutarstadt) |                                             | Randegg (Bez. Scheibbs) |

## Geschichte

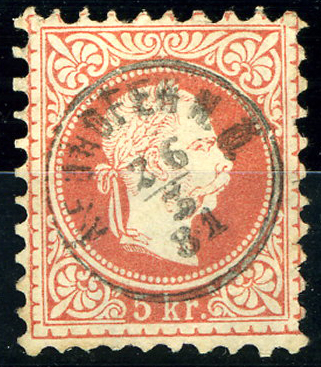
Österreichische Briefmarke, 5 Kreuzer 1881

Neuhofen wird auch die Wiege Österreichs genannt, da 996 in der sogenannten Ostarrichi-Urkunde Österreich zusammen mit Neuhofen erstmals urkundlich erwähnt wurde. Kaiser Otto III. schenkte damals dem Bischof Gottschalk von Hagenau von Freising 950 Hektar Land in dem Ort, der Niuuanhova (Neuhofen) genannt wird.
Im Jahr 1106 wurde Neuhofen als Markt bezeichnet. Im 12. Jahrhundert war es die Mutterpfarre von Ulmerfeld, Euratsfeld und St. Leonhard/Walde.
Ein Postamt wurde am 14. Juli 1869 errichtet.

### Einwohnerentwicklung
| Neuhofen an der Ybbs: Einwohnerzahlen von 1869 bis 2024 | Neuhofen an der Ybbs: Einwohnerzahlen von 1869 bis 2024 | Neuhofen an der Ybbs: Einwohnerzahlen von 1869 bis 2024 | Neuhofen an der Ybbs: Einwohnerzahlen von 1869 bis 2024 | Neuhofen an der Ybbs: Einwohnerzahlen von 1869 bis 2024 |
| ------------------------------------------------------- | ------------------------------------------------------- | ------------------------------------------------------- | ------------------------------------------------------- | ------------------------------------------------------- |
| Jahr                                                    |                                                         |                                                         |                                                         | Einwohner                                               |
| 1869                                                    | 1869                                                    |                                                         | 1.611                                                   | 1.611                                                   |
| 1880                                                    | 1880                                                    |                                                         | 1.604                                                   | 1.604                                                   |
| 1890                                                    | 1890                                                    |                                                         | 1.654                                                   | 1.654                                                   |
| 1900                                                    | 1900                                                    |                                                         | 1.797                                                   | 1.797                                                   |
| 1910                                                    | 1910                                                    |                                                         | 1.926                                                   | 1.926                                                   |
| 1923                                                    | 1923                                                    |                                                         | 1.979                                                   | 1.979                                                   |
| 1934                                                    | 1934                                                    |                                                         | 2.007                                                   | 2.007                                                   |
| 1939                                                    | 1939                                                    |                                                         | 1.878                                                   | 1.878                                                   |
| 1951                                                    | 1951                                                    |                                                         | 1.862                                                   | 1.862                                                   |
| 1961                                                    | 1961                                                    |                                                         | 1.908                                                   | 1.908                                                   |
| 1971                                                    | 1971                                                    |                                                         | 2.015                                                   | 2.015                                                   |
| 1981                                                    | 1981                                                    |                                                         | 2.248                                                   | 2.248                                                   |
| 1991                                                    | 1991                                                    |                                                         | 2.443                                                   | 2.443                                                   |
| 2001                                                    | 2001                                                    |                                                         | 2.527                                                   | 2.527                                                   |
| 2011                                                    | 2011                                                    |                                                         | 2.825                                                   | 2.825                                                   |
| 2021                                                    | 2021                                                    |                                                         | 3.041                                                   | 3.041                                                   |
| 2024                                                    | 2024                                                    |                                                         | 3.069                                                   | 3.069                                                   |
| Quelle(n): Statistik Austria, Gebietsstand 1.1.2021     |                                                         |                                                         |                                                         |                                                         |

## Kultur und Sehenswürdigkeiten

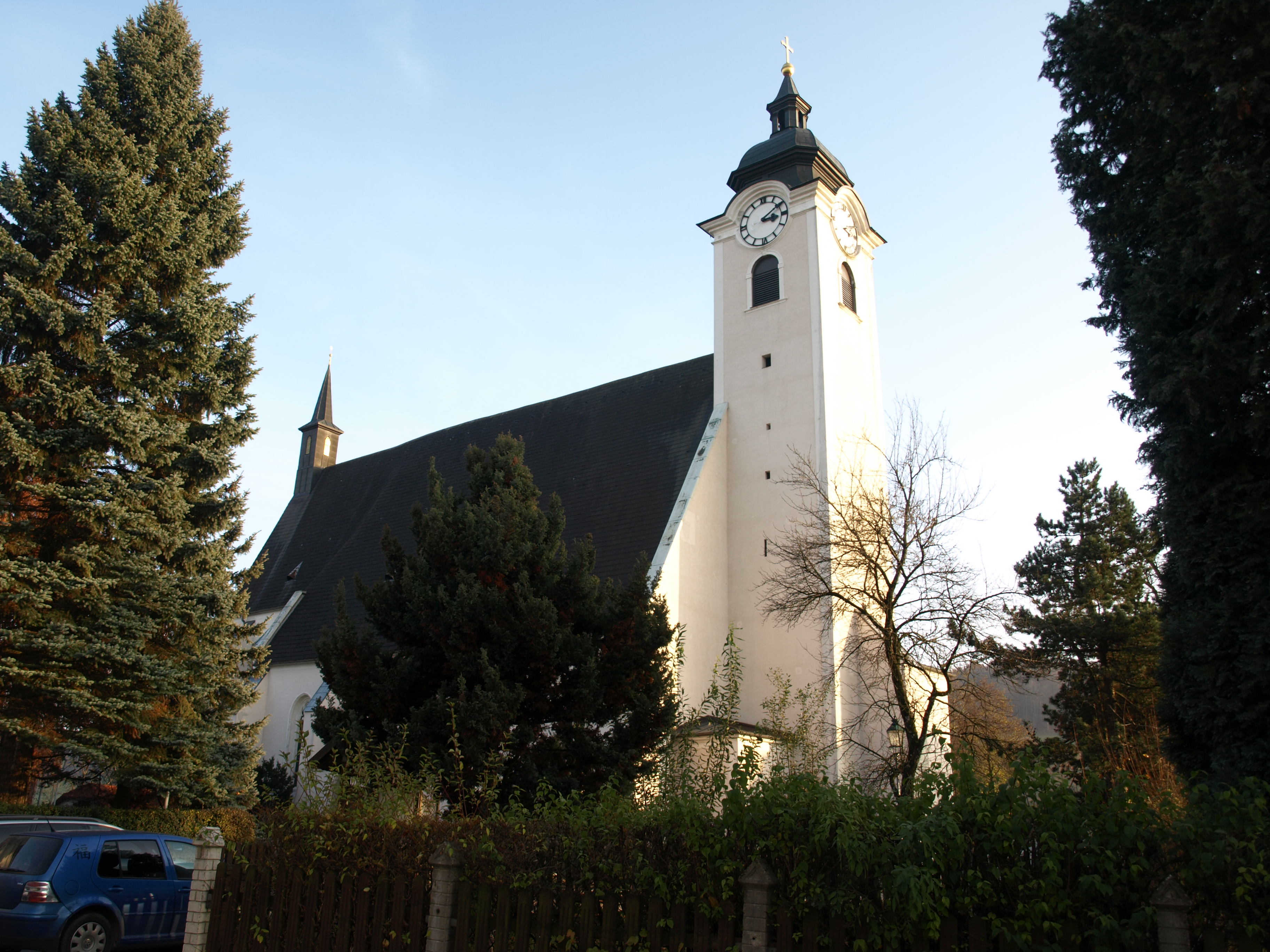
Pfarrkirche Neuhofen an der Ybbs

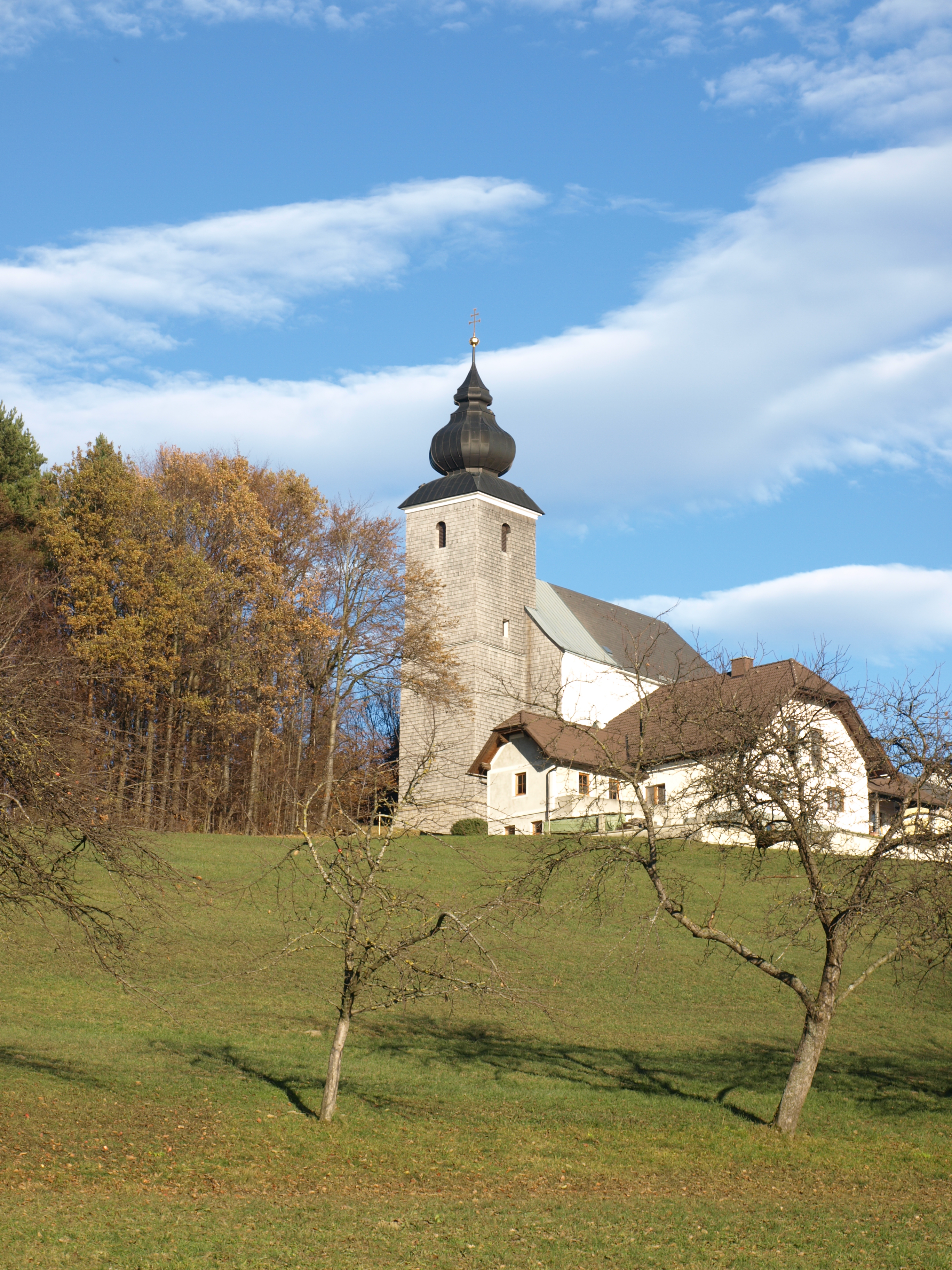
Filialkirche Toberstetten

- Katholische Pfarrkirche Neuhofen an der Ybbs Mariä Himmelfahrt
- Katholische Filialkirche Toberstetten hl. Veit

## Wirtschaft und Infrastruktur
Nichtlandwirtschaftliche Arbeitsstätten gab es im Jahr 2001 70, land- und forstwirtschaftliche Betriebe nach der Erhebung 1999 185. Die Zahl der Erwerbstätigen am Wohnort betrug nach der Volkszählung 2001 1.240. Die Erwerbsquote lag 2001 bei 50,27 %. Arbeitslose gab es am Ort im Jahresdurchschnitt 2003 300.

### Öffentliche Einrichtungen
In der Gemeinde gibt es  einen Kindergarten, eine Volksschule und eine Mittelschule.

## Politik

### Gemeinderat
Der Gemeinderat hat seit 2025 23 Mitglieder.
- Nach den Gemeinderatswahlen in Niederösterreich 1990 hatte der Gemeinderat folgende Verteilung: 19 ÖVP und 2 SPÖ.
- Nach den Gemeinderatswahlen in Niederösterreich 1995 hatte der Gemeinderat folgende Verteilung: 16 ÖVP, 3 FPÖ und 2 SPÖ.[6]
- Nach den Gemeinderatswahlen in Niederösterreich 2000 hatte der Gemeinderat folgende Verteilung: 17 ÖVP, 2 SPÖ und 2 FPÖ.[7]
- Nach den Gemeinderatswahlen in Niederösterreich 2005 hatte der Gemeinderat folgende Verteilung: 16 ÖVP, 4 SPÖ und 1 FPÖ.[8]
- Nach den Gemeinderatswahlen in Niederösterreich 2010 hatte der Gemeinderat folgende Verteilung: 17 ÖVP, 2 SPÖ und 2 FPÖ.[9]
- Nach den Gemeinderatswahlen in Niederösterreich 2015 hatt2 der Gemeinderat folgende Verteilung: 14 ÖVP, 4 FPÖ und 3 SPÖ.[10]
- Nach den Gemeinderatswahlen in Niederösterreich 2020 hat der Gemeinderat folgende Verteilung: 16 ÖVP, 3 SPÖ und 2 FPÖ.[11]
- Nach den Gemeinderatswahlen in Niederösterreich 2025 hat der Gemeinderat folgende Verteilung: 15 ÖVP, 5 FPÖ und 3 SPÖ.[12]

### Bürgermeister
- bis 2009 Hermann Stöger (ÖVP)
- 2009–2019 Gottfried Eidler (ÖVP)
- seit 2019 Maria Kogler (ÖVP)[13]

### Wappen
Blasonierung: Im von rechts oben nach links unten schräggeteilten Schild im unteren Teil horizontale rot-weiß-rote Dreiteilung, im oberen auf vertikalen blau-weißen Rauten (oben viereinhalb, unten zweieinhalb) ein nach links gewendeter, mit drei Kronenzacken goldbekrönter Mohrenkopf mit weißem Auge und Ohr und mit schmalem, dreieckigem roten Kragen.

### Gemeindepartnerschaft
Seit 1990 besteht eine Partnerschaft mit der Gemeinde Slovenska Lupca in der Slowakei.

## Persönlichkeiten

### Ehrenbürger
- Maximilian Kreuzer (1934–2019), Pfarrer von Neuhofen an der Ybbs 1970–2007[14]

### Söhne und Töchter der Gemeinde
- Sigrid Horn (* 1990), Liedermacherin

### Personen mit Beziehung zur Gemeinde
- Alexander Eder (* 1998), Singer-Songwriter